# De Familie Claus 3
De Familie Claus 3 is een Vlaamse-Nederlandse kerst- en familiefilm uit 2022, geregisseerd door Matthias Temmermans en met Jan Decleir en Mo Bakker in de hoofdrollen.

## Rolverdeling
| Acteur                | Personage   | Rolbeschrijving     |
| --------------------- | ----------- | ------------------- |
| Jan Decleir           | Noël Claus  | Opa                 |
| Mo Bakker             | Jules Claus |                     |
| Amber Metdepenningen  | Noor Claus  | Zusje van Jules     |
| Bracha van Doesburgh  | Suzanne     | Moeder Jules        |
| Sien Eggers           | Jet         |                     |
| Kürt Rogiers          | Jef         |                     |
| Celest Henri Cornelis | Felix       |                     |
| Yassine Ouaich        | Haroun      |                     |
| Pommelien Thijs       | Ella        | Buurmeisje Jules    |
| R. Kan Albay          | Pablo       |                     |
| Ivan Gordello         | Enrico      |                     |
| C.C. DeNeira          | Carmelita   |                     |
| Jandino Asporaat      | Joel        |                     |
| Josje Huisman         | Ikka        | Hulpje meneer Claus |
| Eva van der Gucht     | Gunna       | Hulpje meneer Claus |
| Stefaan Degand        | Holger      | Hulpje meneer Claus |
| Joos Bos              | Conductor   |                     |

## Productie
De film kwam rechtstreeks uit op Netflix.